# 10 meter luftpistol för damer i skytte vid olympiska sommarspelen 2020
Damernas 10 meter luftpistol vid olympiska sommarspelen 2020 ägde rum den 25 juli 2021 på Asaka Shooting Range.

## Medaljörer
| Gren                | Guld                       | Guld                       | Silver                          | Silver                          | Brons             | Brons             |
| ------------------- | -------------------------- | -------------------------- | ------------------------------- | ------------------------------- | ----------------- | ----------------- |
| 10 meter luftpistol | Vitalina Batsarasjkina ROC | Vitalina Batsarasjkina ROC | Antoaneta Kostadinova Bulgarien | Antoaneta Kostadinova Bulgarien | Jiang Ranxin Kina | Jiang Ranxin Kina |

## Resultat

### Kval
| Placering | Skytt                   | Nation           | 1  | 2  | 3  | 4  | 5  | 6   | Totalt | 10:or | Noteringar       |
| --------- | ----------------------- | ---------------- | -- | -- | -- | -- | -- | --- | ------ | ----- | ---------------- |
| 1         | Jiang Ranxin            | Kina             | 97 | 97 | 98 | 98 | 97 | 100 | 587    | 23    | 0=VR0, 0OR0, 0Q0 |
| 2         | Anna Korakaki           | Grekland         | 97 | 97 | 96 | 99 | 98 | 98  | 585    | 28    | 0Q0              |
| 3         | Vitalina Batsarasjkina  | ROC              | 95 | 97 | 97 | 99 | 98 | 96  | 582    | 19    | 0Q0              |
| 4         | Lin Yuemei              | Kina             | 94 | 98 | 96 | 99 | 98 | 98  | 579    | 14    | 0Q0              |
| 5         | Mathilde Lamolle        | Frankrike        | 99 | 95 | 95 | 94 | 99 | 96  | 578    | 19    | 0Q0              |
| 6         | Antoaneta Kostadinova   | Bulgarien        | 96 | 97 | 94 | 97 | 96 | 98  | 578    | 13    | 0Q0              |
| 7         | Olena Kostevitj         | Ukraina          | 96 | 94 | 98 | 95 | 98 | 96  | 577    | 15    | 0Q0              |
| 8         | Céline Goberville       | Frankrike        | 96 | 95 | 97 | 97 | 96 | 96  | 577    | 15    | 0Q0              |
| 9         | Tsolmonbaataryn Anudari | Mongoliet        | 96 | 97 | 95 | 97 | 97 | 94  | 576    | 22    |                  |
| 10        | Haniyeh Rostamiyan      | Iran             | 96 | 96 | 96 | 96 | 94 | 98  | 576    | 19    |                  |
| 11        | Viktoria Chaika         | Belarus          | 96 | 96 | 96 | 97 | 98 | 93  | 576    | 17    |                  |
| 12        | Manu Bhaker             | Indien           | 98 | 95 | 94 | 95 | 98 | 95  | 575    | 14    |                  |
| 13        | Yashaswini Deswal       | Indien           | 94 | 98 | 94 | 97 | 96 | 95  | 574    | 11    |                  |
| 14        | Wu Chia-ying            | Kinesiska Taipei | 94 | 93 | 97 | 96 | 95 | 98  | 573    | 18    |                  |
| 15        | Sylvia Steiner          | Österrike        | 93 | 94 | 96 | 97 | 95 | 98  | 573    | 16    |                  |
| 16        | Choo Ga-eun             | Sydkorea         | 95 | 95 | 93 | 97 | 97 | 96  | 573    | 16    |                  |
| 17        | Zorana Arunović         | Serbien          | 96 | 97 | 96 | 95 | 94 | 95  | 573    | 13    |                  |
| 18        | Elmira Karapetyan       | Armenien         | 94 | 98 | 95 | 96 | 92 | 98  | 573    | 12    |                  |
| 19        | Agate Rašmane           | Lettland         | 98 | 95 | 96 | 95 | 95 | 94  | 573    | 9     |                  |
| 20        | Carina Wimmer           | Tyskland         | 95 | 94 | 93 | 97 | 97 | 95  | 571    | 18    |                  |
| 21        | Klaudia Breś            | Polen            | 95 | 96 | 97 | 96 | 93 | 94  | 571    | 12    |                  |
| 22        | Tanyaporn Prucksakorn   | Thailand         | 95 | 92 | 97 | 95 | 95 | 96  | 570    | 18    |                  |
| 23        | Satoko Yamada           | Japan            | 92 | 95 | 93 | 98 | 97 | 95  | 570    | 13    |                  |
| 24        | Kim Bo-mi               | Sydkorea         | 91 | 94 | 95 | 97 | 96 | 97  | 570    | 12    |                  |
| 25        | Olfa Charni             | Tunisien         | 92 | 95 | 97 | 93 | 96 | 97  | 570    | 12    |                  |
| 26        | Eleanor Bezzina         | Malta            | 95 | 94 | 96 | 95 | 96 | 94  | 570    | 12    |                  |
| 27        | Elena Galiabovitch      | Australien       | 94 | 98 | 97 | 94 | 96 | 90  | 569    | 12    |                  |
| 28        | Heidi Diethelm Gerber   | Schweiz          | 91 | 95 | 93 | 96 | 97 | 97  | 569    | 8     |                  |
| 29        | Monika Karsch           | Tyskland         | 98 | 95 | 96 | 91 | 95 | 93  | 568    | 16    |                  |
| 30        | Otryadyn Gündegmaa      | Mongoliet        | 96 | 95 | 95 | 95 | 92 | 95  | 568    | 12    |                  |
| 31        | Nino Salukvadze         | Georgien         | 93 | 92 | 99 | 95 | 95 | 93  | 567    | 15    |                  |
| 32        | Laina Pérez             | Kuba             | 96 | 95 | 90 | 95 | 94 | 97  | 567    | 11    |                  |
| 33        | Jasmina Milovanović     | Serbien          | 96 | 94 | 92 | 92 | 97 | 95  | 566    | 14    |                  |
| 34        | Veronika Major          | Ungern           | 92 | 90 | 97 | 96 | 97 | 94  | 566    | 10    |                  |
| 35        | Margarita Tjernousova   | ROC              | 94 | 92 | 93 | 97 | 95 | 94  | 565    | 21    |                  |
| 36        | Andrea Pérez Peña       | Ecuador          | 95 | 93 | 96 | 95 | 91 | 95  | 565    | 11    |                  |
| 37        | Manuela Delilaj         | Albanien         | 93 | 93 | 94 | 95 | 97 | 93  | 565    | 11    |                  |
| 38        | Alexis Lagan            | USA              | 95 | 90 | 91 | 95 | 96 | 93  | 560    | 15    |                  |
| 39        | Naphaswan Yangpaiboon   | Thailand         | 88 | 94 | 92 | 94 | 95 | 97  | 560    | 13    |                  |
| 40        | Radwa Abdel Latif       | Egypten          | 93 | 97 | 90 | 92 | 95 | 93  | 560    | 13    |                  |
| 41        | Hala El-Gohari          | Egypten          | 92 | 94 | 95 | 96 | 92 | 91  | 560    | 12    |                  |
| 42        | Tien Chia-chen          | Kinesiska Taipei | 94 | 90 | 94 | 94 | 91 | 96  | 559    | 10    |                  |
| 43        | Maria Grozdeva          | Bulgarien        | 92 | 93 | 91 | 94 | 96 | 93  | 559    | 10    |                  |
| 44        | Asma Abu Rabee          | Jordanien        | 92 | 95 | 94 | 93 | 91 | 94  | 559    | 8     |                  |
| 45        | Diana Durango           | Ecuador          | 90 | 95 | 94 | 95 | 93 | 92  | 559    | 8     |                  |
| 46        | Dina Aspandiyarova      | Australien       | 91 | 96 | 94 | 96 | 88 | 93  | 558    | 15    |                  |
| 47        | Lynda Kiejko            | Kanada           | 94 | 91 | 93 | 93 | 92 | 95  | 558    | 9     |                  |
| 48        | Anna Dulce              | Moldavien        | 94 | 93 | 92 | 96 | 90 | 92  | 557    | 12    |                  |
| 49        | Sandra Uptagrafft       | USA              | 92 | 92 | 95 | 94 | 90 | 94  | 557    | 10    |                  |
| 50        | Chizuru Sasaki          | Japan            | 88 | 93 | 96 | 92 | 92 | 95  | 556    | 11    |                  |
| 51        | Fatimah Al-Kaabi        | Irak             | 93 | 94 | 94 | 92 | 88 | 95  | 556    | 10    |                  |
| 52        | Yasameen Al-Raimi       | Jemen            | 91 | 94 | 92 | 90 | 91 | 93  | 551    | 11    |                  |
| 53        | Jelena Pantović         | Montenegro       | 88 | 87 | 88 | 91 | 92 | 88  | 534    | 7     |                  |

### Final
| Placering | Skytt                  | Nation    | 1    | 2     | 3     | 4     | 5     | 6     | 7     | 8     | 9     | Totalt | Noteringar |
| --------- | ---------------------- | --------- | ---- | ----- | ----- | ----- | ----- | ----- | ----- | ----- | ----- | ------ | ---------- |
| 1         | Vitalina Batsarasjkina | ROC       | 51,1 | 101,3 | 120,9 | 139,6 | 159,6 | 179,3 | 199,3 | 219,4 | 240,3 | 240,3  | 0OR0       |
| 2         | Antoaneta Kostadinova  | Bulgarien | 51,1 | 100,7 | 121,1 | 141,5 | 161,4 | 181,8 | 201,3 | 220,3 | 239,4 | 239,4  |            |
| 3         | Jiang Ranxin           | Kina      | 49,7 | 98,6  | 118,7 | 139,7 | 159,4 | 179,5 | 199,4 | 218,0 | —     | 218,0  |            |
| 4         | Olena Kostevitj        | Ukraina   | 49,5 | 99,2  | 119,7 | 137,8 | 159,4 | 178,4 | 197,6 | —     | —     | 197,6  |            |
| 5         | Lin Yuemei             | Kina      | 49,8 | 98,7  | 118,5 | 138,7 | 158,0 | 176,6 | —     | —     | —     | 176,6  |            |
| 6         | Anna Korakaki          | Grekland  | 49,0 | 96,1  | 116,8 | 137,4 | 157,4 | —     | —     | —     | —     | 157,4  |            |
| 7         | Mathilde Lamolle       | Frankrike | 46,7 | 95,4  | 115,6 | 134,6 | —     | —     | —     | —     | —     | 134,6  |            |
| 8         | Céline Goberville      | Frankrike | 48,7 | 97,9  | 114,9 | —     | —     | —     | —     | —     | —     | 114,9  |            |